# Holbrook (Nebraska)
Pour les articles homonymes, voir Holbrook.
Holbrook est un village du comté de Furnas, dans l'État du Nebraska, aux États-Unis. En 2020, il comptait une population de 201 habitants.